# Саксонська Швейцарія — Східні Рудні Гори

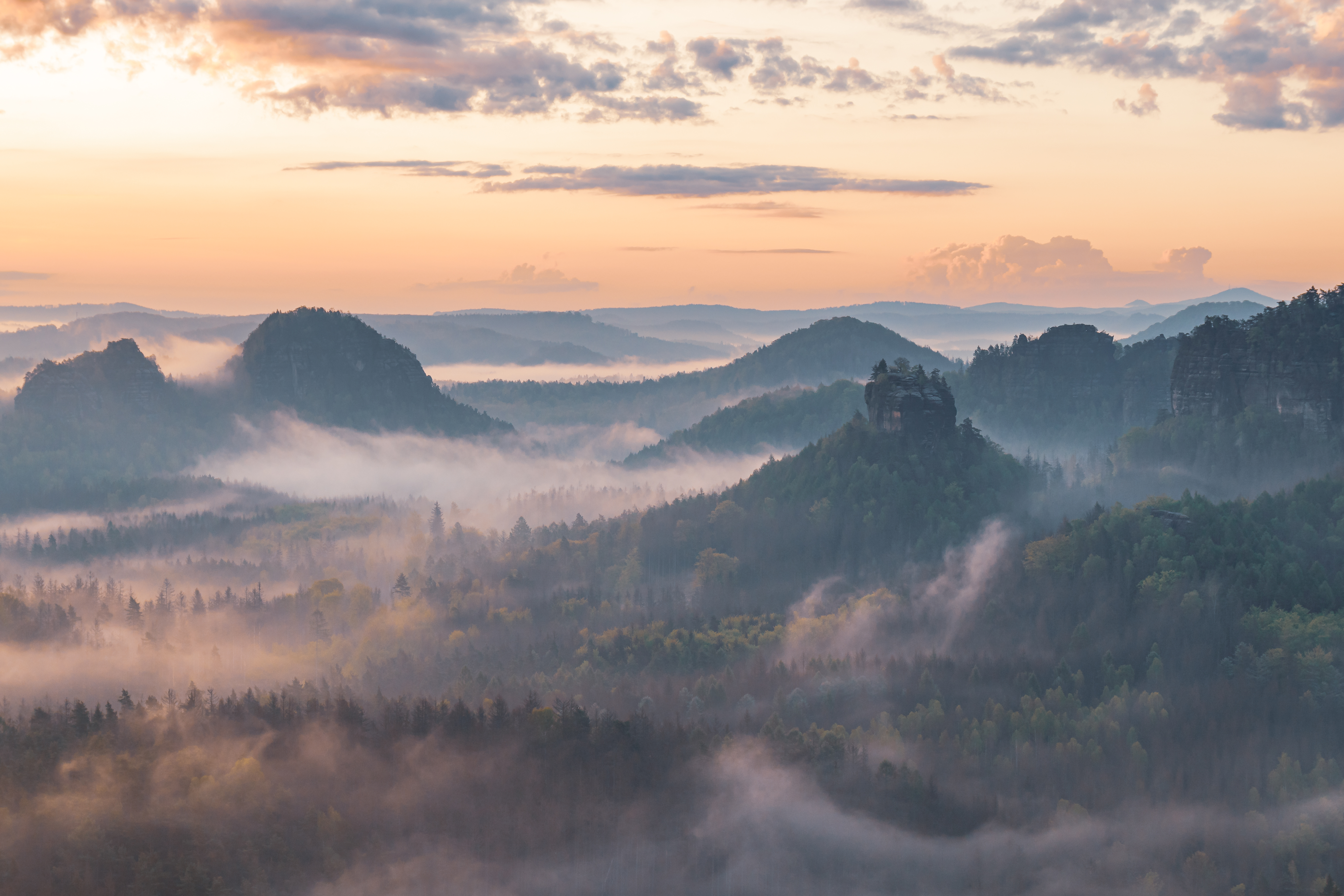
Схід сонця краєвид

Саксонська Швейцарія  — Східні Рудні Гори (нім. Landkreis Sächsische Schweiz-Osterzgebirge) — район у Німеччині, у землі Саксонія. Підпорядкований дирекційному округу Дрезден. Утворений 1 серпня 2008 року внаслідок комунальної реформи з колишніх районів Саксонської Швейцарії та Вайсеріцу. Центр району — місто Пірна. Площа - 1 654 км². Населення - 244 722 осіб (на 31 грудня 2020).

## Населення
Населення району становить 244 722 осіб (станом на 31 грудня 2020).

## Адміністративний поділ
Район складається з 19 міст та 17 громад (нім. Gemeinden).
Дані про населення наведені станом на 31 грудня 2020.
|  | Міста 1. Альтенберг (7880) 2. Бад-Готтлойба-Берггісгюбель (5538) 3. Бад-Шандау (3511) 4. Вільсдруфф (14444) 5. Гласгютте (6730) 6. Гайденау (16641) 7. Гонштайн (3262) 8. Діппольдісвальде (14180) 9. Дона (6163) 10. Зебніц (9365) 11. Кенігштайн (Саксонія) (2104) 12. Лібштадт (1273) 13. Нойштадт (11962) 14. Пірна (38284) 15. Рабенау (4400) 16. Тарандт (5416) 17. Фрайталь (39405) 18. Штадт-Велен (1565) 19. Штольпен (5564) | Громади 1. Банневіц (11083) 2. Бареталь (2147) 3. Дома (1956) 4. Дорфгайн (1077) 5. Дюрррерсдорф-Діттерсбах (4269) 6. Гермсдорф (765) 7. Горіш (1792) 8. Гартманнсдорф-Райхенау (1011) 9. Клінгенберг (6763) 10. Крайша (4533) 11. Ломен (3099) 12. Мюгліцталь (1923) 13. Райнгардтсдорф-Шена (1302) 14. Ратен (339) 15. Ратманнсдорф (900) 16. Розенталь-Білаталь (1585) 17. Штруппен (2491) |